# Сакдичай Бамрунгпхонг
Сакдичай Бамрунгпхонг (тайск. ศักดิชัย บำรุงพงศ์; 12 июля 1918, Bang Bo, Самутпракан — 29 ноября 2014, Bang Kapi) — таиландский писатель, критик, общественный деятель и дипломат. Наиболее известен под псевдонимом Сени Саувопхонг (เสนีย์ เสาวพงศ์).

## Биография
Сакдичай Бамрунгпхонг родился 12 июля 1918 года в провинции Самутпракане, Таиланд. 
Учился на юридическом факультете в государственном университете в Бангкоке. В 1944 году был принят на дипломатическую службу. В юношестве занимался журналистикой, интересовался общественной и политической жизнью Таиланда.
Умер 29 ноября 2014 года в Бангкоке.

## Литературная деятельность
С 1941 года многочисленные рассказы Сени Саувопхонга были опубликованы на тайском языке. Кроме того, Сени Саувопхонг является автором нескольких романов. Опыт работы в дипломатической сфере помог писателю более точно и ярко описать жизнь людей в зарубежных странах. 
Роман «Дьявол» является самой известной работой писателя. Этот роман посвящен ломке общественных отношений в Таиланде после Второй мировой войны. Кроме того, стоит отметить яркие критические работы писателя: «Искусство и литература», «Реализм и романтизм». Здесь Сени Саувопонг утверждает тезис — «искусство для жизни».

### «Дьявол»
Как и сам автор, главный герой романа «Дьявол» Сай вырос в деревне, учился в университете в Бангкоке. Впоследствии Сай получил должность адвоката, защищал интересы крестьян. В центре романа — обостряющиеся противоречия между представителями традиционного тайского общества (такими, как аристократическое семейство Ратчани и ростовщик Махачуан), готовыми на любую подлость ради своих интересов, и представителями новой интеллигенции, выступающей против косности, предрассудков, стремящейся пробудить чувство собственного достоинства и сплоченности у простых тружеников. В романе показана бюрократическая среда с ее лицемерием, коррупцией, подлостью, где ценятся лишь богатство и связи; описываются нравы «высшего общества» с его тщеславием, моральной распущенностью, пьянками и карточной игрой. Этому обществу противопоставлена тяжелая жизнь крестьян, помогающих друг другу в беде. Чудовищная сеть ростовщичества постепенно затягивает крестьян в кабалу, из которой им не выбраться.
Это роман о сдвигах, происходящих в современном таиландском обществе, когда сама жизнь меняет взгляды, поведение и даже мораль людей, о бедствиях, которые принесла Вторая мировая война таиландскому народу, борьбе крестьян за землю. В романе «Дьявол» содержатся интересные сведения об обычаях, нравах и традициях тайского народа, дается "попытка раскрыть психологию и мировоззрение интеллигенции Таиланда, которое, как и мировоззрение самого писателя, базируется на принципах буддийской морали. Идеал здесь — добропорядочный человек, совершающий добрые, с точки зрения буддиста, поступки.
Роман «Дьявол» был опубликован в 1957 году, переиздавался дважды: в 1961 и 1971 годах.